# Vetulicola
La vetulicola (gen. Vetulicola) è un organismo estinto, appartenente ai vetulicoli. Visse nel Cambriano inferiore (circa 520 milioni di anni fa) e i suoi resti fossili sono stati ritrovati in Cina.

## Descrizione
Questo animale possedeva un corpo composto da due parti distinte, di lunghezza approssimativamente uguale. La parte anteriore era rettangolare e chiusa in una struttura simile a un carapace, composta da quattro piastre cuticolari rigide, con una grande bocca al termine anteriore. La parte posteriore era snella, rivestita di cuticola e posta a livello del dorso. Lungo i lati dell'animale vi erano aperture appaiate che connettevano la faringe alla parte esterna del corpo. Queste strutture sono state interpretate come aperture branchiali primitive. Gli esemplari della specie più grande (Vetulicola gantoucunensis) potevano superare i 9 centimetri di lunghezza. La specie tipo, Vetulicola cuneata, era di poco più piccola (fino a 9 centimetri) e possedeva una bocca ben differenziata, mentre le altre specie erano molto più piccole e non possedevano un'apertura boccale così definita.

## Classificazione
Descritta per la prima volta nel 1987, Vetulicola è stata originariamente assegnata ai crostacei, poiché si pensava fosse un artropode bivalve simile a Canadaspis e Waptia. Tuttavia, la mancanza di arti, la presenza di aperture branchiali e le quattro piastre del "carapace" erano caratteristiche molto diverse da quelle di qualunque altro artropode. 

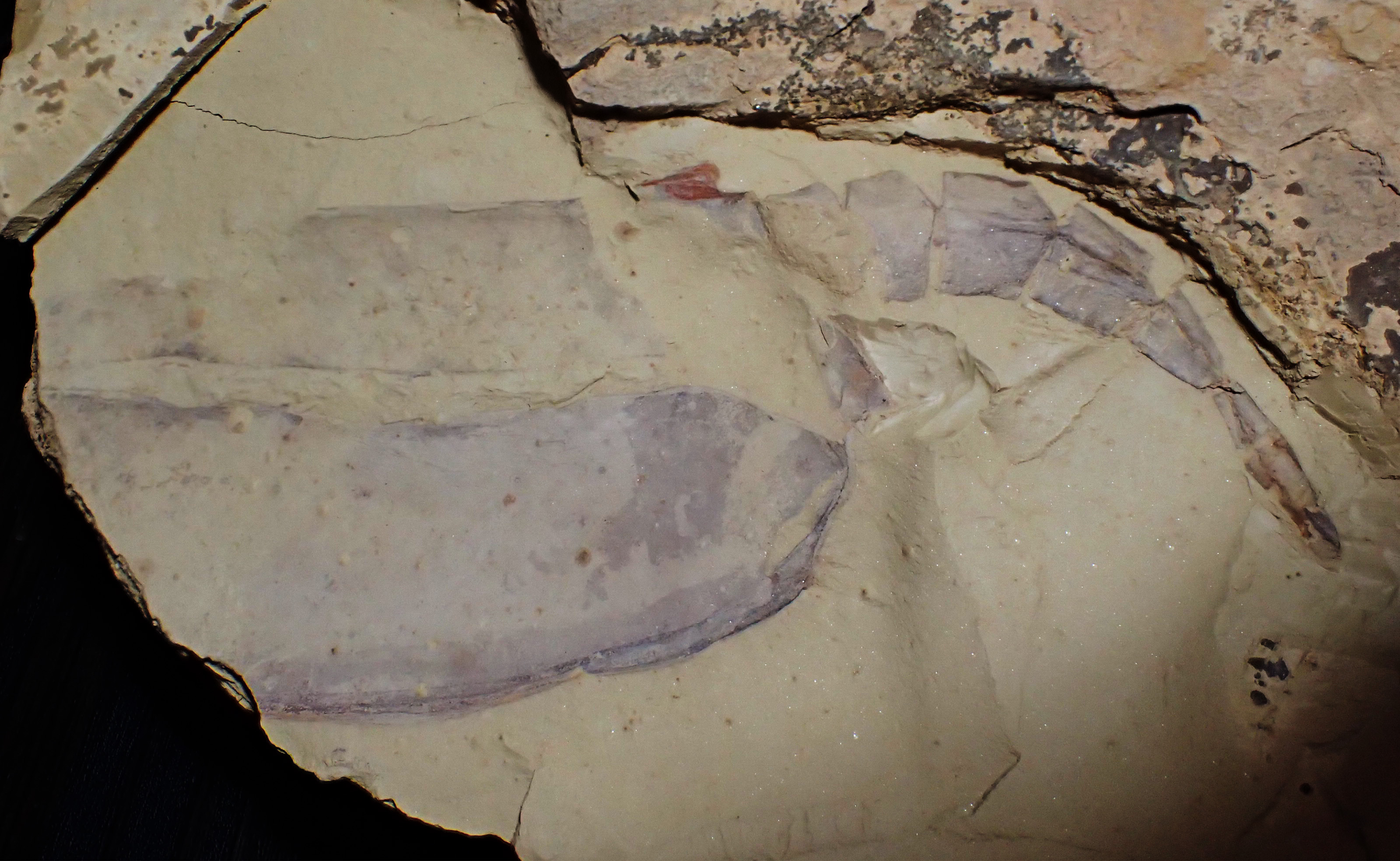
fossile in buono stato di conservazione

Vetulicola venne quindi attribuita ai deuterostomi, in un nuovo phylum (Vetulicolia) e, ovviamente, in un nuovo ordine e in una nuova famiglia (Shu et al., 2001) e più tardi si ipotizzò che i vetulicoli fossero una branca arcaica di deuterostomi specializzati (Shu, 2003). Altri studi indicano Vetulicola come un urocordato (Dominguez e Jefferies, 2003) o un artropode (Butterfield, 2003). 
Oltre alla specie tipo Vetulicola cuneata, sono da ricordare la grande V. gantoucunensis, V. monile e V. rectangulata.

## Paleobiologia
Si suppone che Vetulicola fosse un lento nuotatore corazzato, che si nutriva filtrando acqua in cui erano presenti particelle di cibo. Potrebbe anche essere stato un organismo detritivoro.